# Tonio Kröger
Tonio Kröger es una película dramática histórica alemana de 1964 dirigida por Rolf Thiele, basada en la novela homónima de 1903 de Thomas Mann. Fue presentada en el Festival Internacional de Cine de Berlín de 1964. Fue rodado en los Tempelhof Studios en Berlín. 

## Reparto
- Jean-Claude Brialy - Tonio Kröger
- Nadja Tiller - Lisaweta Iwanowna
- Werner Hinz - Consul Kröger
- Anaid Iplicjian - Frau Kröger
- Rudolf Forster - Herr Seehaase
- Walter Giller - Marchante
- Theo Lingen - Knaak
- Adeline Wagner - Mujer
- Beppo Brem - Adalbert Prantl
- Rosemarie Lucke - Inge Holm
- Elisabeth Klettenhauer - Chica
- Mathieu Carrière - Tonio como chico
- Gert Fröbe - Policeman Peterson